# Nargis (actrice)
Pour les articles homonymes, voir Nargis (homonymie).
Nargis, de son vrai nom Fatima Rashid, est une actrice de cinéma indienne, née le 1er juin 1929. Sa mère, Jaddanbai, chanteuse, actrice et réalisatrice pionnière du cinéma indien, la fait débuter au cinéma dès 6 ans, dans Talashe Haq ; elle est alors créditée comme Baby Rani.
Elle se révèle dans les films de Raj Kapoor (surtout Aag, Barsaat et Awaara) avec qui elle entretient une liaison passionnée et forme un couple phare à l'écran. Elle arrive au sommet de sa carrière grâce au film Mother India de Mehboob Khan en 1956. C'est sur le tournage de ce film qu'elle rencontre celui qui devient son mari : la star indienne Sunil Dutt. Élevée en tant que musulmane de rite sunnite, elle s'est convertie à l'hindouisme pour pouvoir l'épouser. Ils ont un fils et deux filles. Son fils Sanjay Dutt est lui aussi acteur ; sa fille Priya Dutt est une femme politique.
Sa principale doublure voix sur les parties chantées est Lata Mangeshkar (la pratique du doublage est notoire et connue du public).
Nargis est morte le 3 mai 1981 et son mari en 2005.

## Filmographie
- 1935 : Talashe Haq
- 1942 : Tamanna
- 1943 : Taqdeer
- 1945 : Bisvi Sadi
- 1945 : Humayun
- 1946 : Nargis
- 1947 : Mehandi
- 1948 : Aag de Raj Kapoor
- 1948 : Anjuman
- 1948 : Anokha Pyar
- 1948 : Mela
- 1948 : Andaaz de Mehboob Khan
- 1948 : Barsaat de Raj Kapoor
- 1948 : Darogaji
- 1948 : Lahore
- 1948 : Roomal
- 1950 : Aadhi Raat
- 1950 : Babul
- 1950 : Chhoti Bhabbi
- 1950 : Jan Pahchan
- 1950 : Jogan
- 1950 : Khel
- 1950 : Meena Bazaar
- 1950 : Pyaar
- 1951 : Awaara de Raj Kapoor
- 1951 : Deedar
- 1951 : Hulchul
- 1951 : Pyar Ki Baaten
- 1951 : Saagar
- 1951 : Amber
- 1951 : Anhonee
- 1951 : Ashiana
- 1951 : Bewafa
- 1951 : Sheesha
- 1953 : Aah de Raja Nawathe
- 1953 : Dhoon
- 1953 : Paapi
- 1953 : Shikast
- 1954 : Angarey
- 1955 : Shree 420 de Raj Kapoor
- 1956 : Chori Chori d'Anant Thakur
- 1956 : Jagte Raho
- 1957 : Mother India
- 1957 : Le Voyage des trois mers (Pardesi) de Khwaja Ahmad Abbas
- 1958 : Adalat
- 1958 : Ghar Sansar
- 1958 : Lajwanti
- 1964 : Yaadein
- 1967 : Raat Aur Din

## Distinctions
- 1958 : Filmfare Award pour son rôle dans Mother India